# Ducat d'Amalfi
|  | Aquest article tracta sobre ducat del segles X i XI. Vegeu-ne altres significats a «República d'Amalfi». |

El Ducat d'Amalfi és un títol nobiliari espanyol creat el 13 de novembre de 1642 per Felip IV de Castella a favor d'Ottavio Piccolomini d'Aragó. La seva denominació fa referència a la ciutat d'Amalfi, en la regió de Campània a Itàlia.

## Antecedents històrics

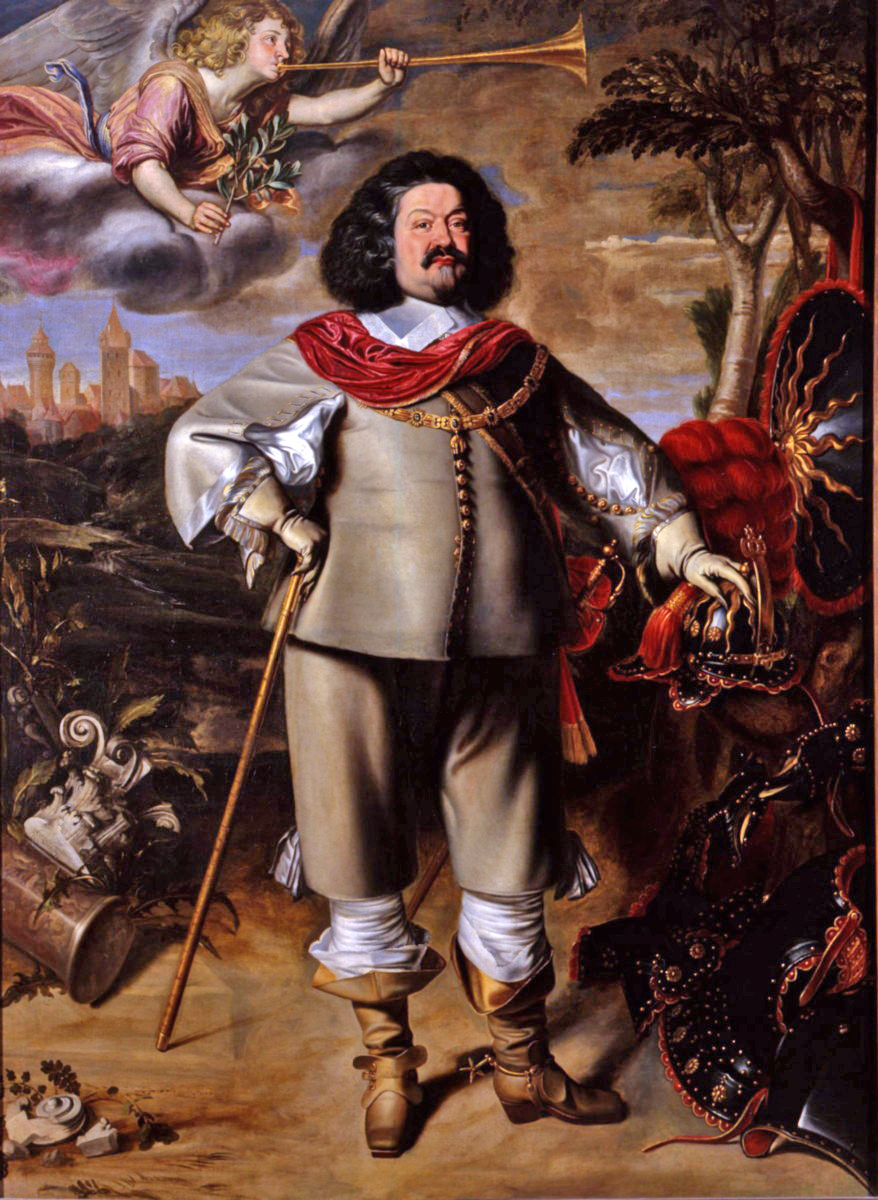
Octavio Piccolomini, I Duc d'Amalfi.

Ducat d'Amalfi l'any 1000

Amalfi, com a ciutat lliure de la Campània italiana va conèixer durant segles l'esplendor que li proporcionava la seva flota mercantil, que rivalitzava amb Gènova i Venècia, fins que va caure en poder de l'Imperi Romà d'Orient i va passar a ser ciutat de segon ordre.
L'any 958, Sergi I, fill de Mastulo I, va ser elegit I Duc sovirà d'Amalfi, tallant així els llaços de vassallatge amb l'Imperi Romà d'Orient i proclamant de fet la independència que anys després seria la República amalfitana.
L'any 1039, Amalfi fou feu del príncep llombard Guaimar IV de Salern.
El títol "Ducat d'Amalfi", va ser creat per Ferran el Catòlic, després de la conquesta de Nàpols, el 30 d'agost de 1516 a favor d'Alfons Picolomini d'Aragó, i posteriorment va ser concedit per Felip IV de Castella l'actual títol com a nova creació.
Com tota la Campania, va formar part de les possessions que en el sud d'Itàlia tenien els reis de la Casa d'Habsburg d'Espanya i van quedar integrades en el Regne de Nàpols i després en el Regne de les Dues Sicílies sota el regnat de Carles de Nàpols

## Ducs normands
- 1088–1089 Gisulf II de Salern
- 1096–1100 Marinus Sebastus d'Amalfi

## Ducs napolitans d'Amalfi
- 1398–1405 Venceslao Sanseverino
- 1405–1438 Giordano Colonna
- 1438–1459 Raimondo II del Balzo Orsini
- 1461–1493 Antonio Todeschini Piccolomini
- 1493–1498 Alfonso I Piccolomini
- 1499–1559 Alfonso II Piccolomini
- 1559–1575 Cèsar I Gonzaga[1]

### Creació perFelip IV de Castella
- 1642–1656 Ottavio Piccolomini d'Aragó
- 1656–1673 Enea Silvio Piccolomini

### Creació perAlfons XIII d'Espanya
- 1902–1912 Fulgencio Fuster y Fontes
- 1912–1945 Antonio de Zayas y Beaumont
- 1945–1959 Luis Moreno y Zayas
- 1959–1996 María del Carmen Cotoner y Cotoner
- 1996–2004 Íñigo Seoane y Cotoner
- 2004–present Íñigo Seoane García